# Oto Bihalji-Merin

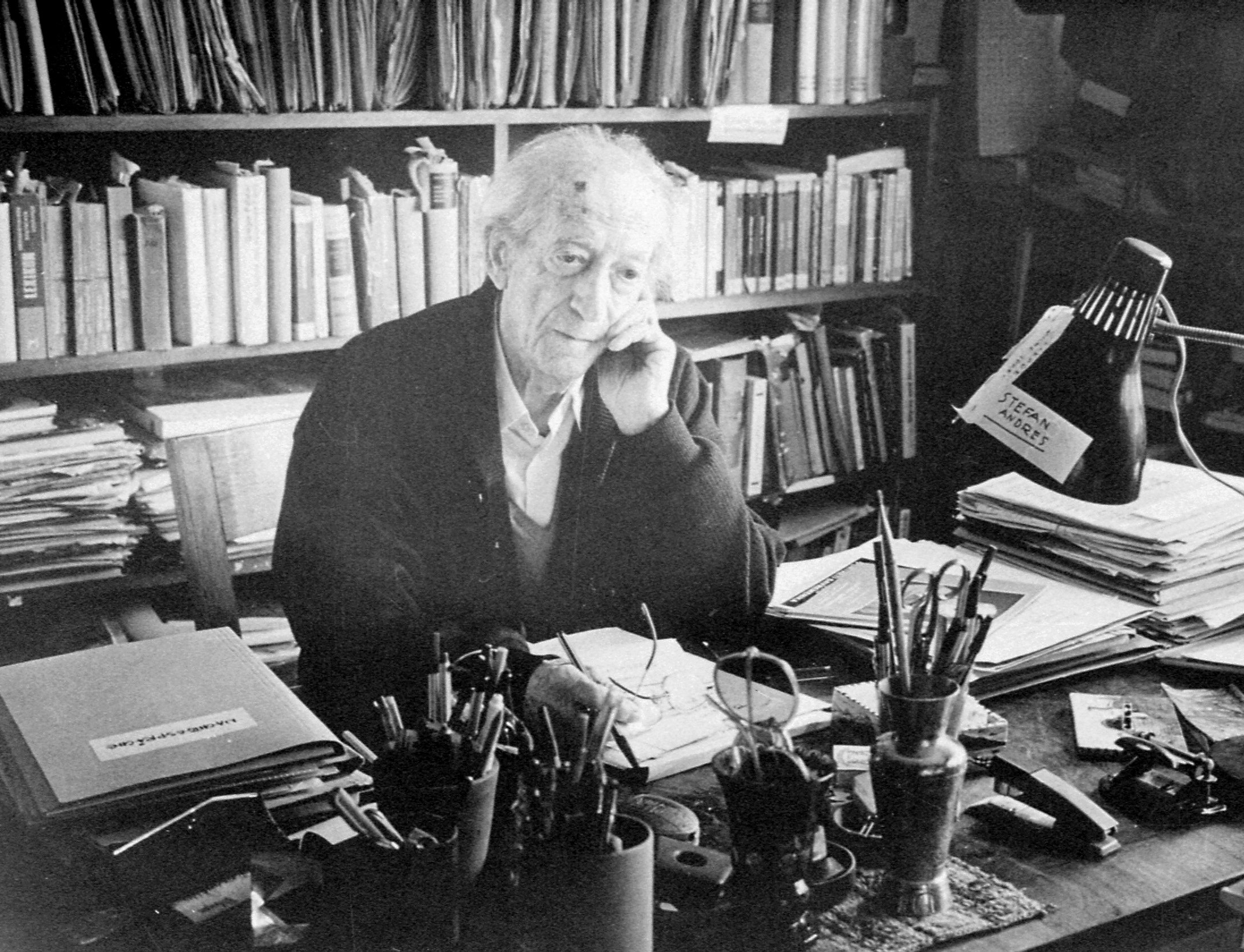
Oto Bihalji-Merin (1990)

Oto Bihalji-Merin (serbisch-kyrillisch Ото Бихаљи-Мерин; auch: Oto Bihalji-Mérin, Pseudonyme: Peter Merin, Peter Thoene, Otto Biha; * 3. Januar 1904 in Zemun, Österreich-Ungarn; † 22. Dezember 1993) war ein jugoslawischer Autor und Kunsthistoriker.

## Leben
Oto Bihalji-Merin besuchte eine Kunstschule in Belgrad, dann die Vereinigten Staatsschulen für Freie und Angewandte Kunst in Berlin. Er trat 1924 der Kommunistischen Partei Jugoslawiens bei, später auch der Kommunistischen Partei Deutschlands und im Vorstand der Roten Hilfe. Er war Mitglied des Bundes proletarisch-revolutionärer Schriftsteller Deutschlands und Mitarbeiter Zeitschrift Die Linkskurve. Nach der Machtergreifung Adolf Hitlers 1933 übersiedelte er nach Paris, wo er das Institut zum Studium des Faschismus/L'institut pour l'étude du Fascisme (INFA) initiierte, weitere Stationen des Exils waren die Schweiz, Spanien und Italien, bevor er nach Jugoslawien zurückkehrte. Dort geriet er im April 1941 als jugoslawischer Reserveoffizier in deutsche Kriegsgefangenschaft, die bis 1945 andauerte.
Nach dem Krieg war er Redakteur der jugoslawischen Parteizeitung Borba, Herausgeber mehrerer Zeitschriften und Museumsdirektor in Belgrad. Er verfasste zahlreiche Bücher über Themen aus dem Bereich der Bildenden Kunst.

## Auszeichnungen
Bihalji-Merin erhielt zahlreiche Auszeichnungen, unter anderem den Leopoldsorden (Belgien), den Herder-Preis (1964) und das Große Bundesverdienstkreuz.

## Werke
- O. Biha: Die neue Frau in der Literatur. Zu Olbrachts „Anna“.[4] In: Die Linkskurve. 1. Jg. Nr. 4. November 1929, S. 24–26.
- O. Biha: Der Fall Pilnjak und die Folgen. In: Die Linkskurve. 1. Jg. Nr. 5. Dezember 1929, S. 13–15.
- O. Biha: Wsewolod Meyerhold. In: Die Linkskurve. 2. Jg. Nr. 5. Mai 1930, S. 15–16.
- Otto Biha: Herr Döblin verunglückt in einer „Linkskure“.[5] In: Die Linkskurve.  2. Jg. Nr. 6. Juni 1930, S. 21–26.
- Otto Biha: Der proletarische Massenroman. Eine neue Eine-Mark-Serie des 'Internationalen Arbeiterverlages. In: Die Rote Fahne, Nr. 178, 2. August 1930.
- Bi.: Die Kulturkrise – und kein Ausweg? In: Die Linkskurve. 2. Jg. Nr. 9. September 1930, S. 35.
- O. Biha.: Der Soldat und der Kumpel. In: Die Linkskurve. 2. Jg. Nr. 11. November 1930, S. 19–21.
- O. Biha: Maßnahme. In: Die Linkskurve. 3. Jg. Nr. 1. Januar 1931. S. 12–14.
- O. Biha: Zeitschau der Kulturbarbarei. Chaplins Odyssee. In: Die Linkskurve. 3. Jg. Nr. 4. April 1931. S. 1–5.
- O. Biha: Johannes R. Bechers Großer Plan. Zu seinem 40. Geburtstage. In: Die Linkskurve. 3. Jg. Nr. 6. Juni 1931. S. 26–28.
- Biha: Karsch und die Kunst. In: Die Linkskurve. 3. Jg. Nr. 10. Oktober 1931. S. 30–32.
- O. Biha: Kampfliteratur im Belagerungszustand. Zum Monat des proletarischen Buches. In: Die Linkskurve. 3. Jg. Nr. 12. Dezember 1931. S. 1–4.
- O. Biha: Manifest der Verirrungen. In: Die Linkskurve. 4. Jg. Nr. 2. Februar 1932. S. 13–18.
- O. Biha: Vierzig Jahre Maxim Gorki. In: Die Linkskurve. 4. Jg. Nr. 10. Oktober 1932. S. 1–4.
- anonym: Zum Gedächtnis an Hans Beimler. Gefallen am 1. Dezember 1936 an der Front von  Madrid. In: Pariser  Tageszeitung, 2, 1937, Nr. 535, 30. November 1937, S. 1–2.
- Peter Thoene: Eroberung des Himmels. Geschichte des Fluggedankens. Wien : Tal, 1937
- Peter Thoene: Modern German art, London 1938
- Peter Merin: Spanien zwischen Tod und Geburt, Jean Christophe-Verlag Zürich 1937; engl. Übersetzung: Spain between death and birth, New York 1938
- (mit Lise Bihalji-Merin): Jugoslavien. Kleines Land zwischen den Welten. Stuttgart : Kohlhammer, 1955, 2. Aufl. 1966
- Fresken und Ikonen. Mittelalterliche Kunst in Serbien und Makedonien. München : Reich, 1958
- Das naive Bild der Welt. Köln : DuMont, 1959; überarbeitete Neuausgabe unter dem Titel Die Malerei der Naiven, 1975, (ISBN 3-7701-0832-9); 3. Aufl. 1981 (ISBN 3-7701-0832-9)
- Abenteuer der modernen Kunst. Von der werdenden Einheit der Welt in der Vision der Kunst, 1962
- (mit Alojz Benac): Steine der Bogomilen, 1964
- Ende der Kunst im Zeitalter der Wissenschaft?, Kohlhammer Verlag, Stuttgart, 1969
- (als Herausgeber): Umetničko blago Jugoslavije
  - deutschsprachige Ausgabe: Kunstschätze in Jugoslawien, 1972 (ISBN 3-17-226011-9)
- (als Herausgeber): Brücken der Welt, 1971
- Max Seidel (Hrsg.): „Mathis Gothart Nithart Grünewald – Der Isenheimer Altar“, Heinrich Geissler, Bernhard Saran, Joseph Harnest, Adalbert Mischlewski, Vorwort Oto Bihalji-Merin, Belser Verlag Stuttgart, 1973.
- Bild und Imagination. Re-Vision der Kunst, 1974 (ISBN 3-7658-0195-X)
- Begegnungen mit Anna Seghers in früher Zeit. In: Über Anna Seghers. Ein Almanach zum 75. Geburtstag, 1975
- (mit Lise Bihalji-Merin): Henri Rousseau. Leben und Werk, 1976 (ISBN 3-7701-0859-0)
- (mit Nebojša-Bato Tomašević): Enciklopedija naivne umetnosti sveta, 1984; übersetzt in mehrere Sprachen, unter anderem:
  - englischsprachige Ausgabe: World encyclopedia of naive art, 1984 (ISBN 0-584-95062-4)
  - deutschsprachige Ausgabe: Weltenzyklopädie naive Kunst. Hundert Jahre naive Kunst, 1989 (ISBN 3-88059-314-0)
- Die Naiven der Welt, 1986 (ISBN 3-88102-071-3)